# Opération Weserübung
Seconde Guerre mondiale
Batailles
Front d'Europe de l'Ouest
- Campagnes du Danemark et de Norvège
- Bataille de France
- Bataille de Belgique
- Bataille des Pays-Bas
- Bataille d'Angleterre
- Blitz
- Opération Myrmidon
- Opération Ambassador
- Raid de Dieppe
- Sabordage de la flotte française à Toulon
- Bataille aérienne de Berlin
- Bataille de Normandie
- Débarquement de Provence
- Libération de la France
- Campagne de la ligne Siegfried
- Bataille du Benelux
- Poche de Breskens
- Bataille des Vosges (Bruyères)
- Bataille des Ardennes
- Bataille de Saint-Vith
- Siège de Bastogne
- Opération Bodenplatte
- Opération Nordwind
- Campagne de Lorraine
- Bataille d'Alsace (Forêt de la Hardt, Poche de Colmar Jebsheim)
- Campagne d'Allemagne
- Raid de Granville
- Libération d'Arnhem
- Bataille de Groningue
- Insurrection géorgienne du Texel
- Bataille de Slivice
- Capitulation allemande

Front d’Europe de l’Est

Campagnes d'Afrique, du Moyen-Orient et de Méditerranée

Bataille de l’Atlantique

Guerre du Pacifique

Guerre sino-japonaise

Théâtre américain
L'opération Weserübung est le nom de code allemand désignant l'attaque par l'Allemagne nazie du Danemark et de la Norvège durant la Seconde Guerre mondiale, qui marque le début de la campagne de Norvège. Weserübung signifie « exercice sur la Weser » au sens propre ou, dans le domaine militaire, « opération Weser ». La Weser est un fleuve allemand.
Aux petites heures du 9 avril 1940 — Wesertag (« Jour Weser ») — l'Allemagne envahit le Danemark et la Norvège, opération menée ouvertement comme une intervention préventive destinée à contrecarrer la possible occupation planifiée et ouvertement discutée de ces deux pays par une force franco-britannique. Juste avant l'arrivée de leurs troupes, des envoyés allemands informent les gouvernements danois et norvégien que la Wehrmacht doit venir « protéger la neutralité de leurs pays contre l'agression franco-britannique ». Ce motif sert de prétexte à l'invasion militaire de ces deux pays, « l'agression franco-britannique » n'ayant, dans les faits, jamais eu lieu.
L'heure prévue de débarquement fixée à la flotte d'invasion — le Weserzeit (l'« Heure Weser ») — est de 5 h 15 du matin heure allemande, 4 h 15 à l'heure norvégienne. D'un point de vue opérationnel, les particularités climatiques et géographiques des deux pays conduisent à deux situations militaires différentes.

## Contexte militaire et politique
Au début du printemps 1939, l'amirauté britannique commença à considérer la Scandinavie comme un théâtre potentiel d'opérations dans l'optique d'un conflit armé avec l'Allemagne. Le gouvernement britannique était réticent à s'engager immédiatement et massivement dans un nouveau conflit terrestre sur le continent européen, pensant qu'il s'agirait alors d'une réédition de la Première Guerre mondiale, qu'aucune des parties ne souhaiterait recommencer. Il commença donc à échafauder un projet de stratégie de blocus afin d'affaiblir indirectement l'Allemagne. L'industrie allemande était fortement dépendante des importations de minerai de fer provenant des régions minières au nord de la Suède, et une grande partie de ce minerai était expédié en Allemagne par le port norvégien de Narvik. Le contrôle de la côte norvégienne permettrait ainsi de resserrer le blocus autour de l'Allemagne.
En octobre 1939, le chef de la Kriegsmarine allemande, le grand-amiral Erich Raeder, discuta avec Adolf Hitler des dangers causés par la présence éventuelle de bases anglaises en Norvège et la possibilité pour l'Allemagne de se saisir de ces bases avant que le Royaume-Uni ne soit en mesure de le faire. La Marine appuyait sur le fait que l'occupation de la Norvège permettrait le contrôle des espaces maritimes attenants et qu'elle pourrait servir de base de départ pour de futures opérations contre l'Angleterre. Néanmoins, à ce moment-là les autres entités de la Wehrmacht n'étaient pas intéressées par le projet, et Hitler publia seulement une directive dans laquelle il faisait état que l'effort principal serait produit lors d'une offensive terrestre sur les Pays-Bas.
Vers fin novembre, Winston Churchill, en tant que nouveau membre du British War Cabinet, proposa de miner les eaux norvégiennes. Cela forcerait les convois de minerai à venir naviguer dans les eaux internationales de la mer du Nord, où la Royal Navy était en mesure de leur barrer la route. Toutefois, sa proposition fut repoussée par Neville Chamberlain et Lord Halifax, du fait de leur crainte d'une réaction négative des pays neutres comme les États-Unis. Après le déclenchement de la guerre d'Hiver entre l'Union soviétique et la Finlande en novembre 1939, la situation diplomatique fut changée, Churchill proposa à nouveau son plan de minage, mais il fut encore rejeté.
En décembre, le Royaume-Uni et la France commencèrent sérieusement à envisager d'aider la Finlande. Leur plan consistait en l'envoi d'une force, devant débarquer à Narvik au nord de la Norvège, puis traverser la Suède jusqu'à la Finlande. Évidemment, ce plan leur aurait permis par là même d'occuper les gisements de fer en Suède. Le plan reçut le soutien tant de Chamberlain que d'Halifax. Ils comptaient dans ce cas sur le soutien et la coopération de la Norvège, qui faciliterait sans doute les clauses de droit international. Néanmoins, les avertissements qu'avait auparavant envoyés le Royaume-Uni tant à la Norvège qu'à la Suède au sujet de leur commerce avec l'Allemagne n'eurent aucun effet sur les deux pays en question. Les plans d'expédition se poursuivirent bien qu'en mars, les hostilités cessèrent entre la Finlande et l'Union soviétique.

### Plan stratégique
Conscient de la menace que les Alliés faisaient planer sur son approvisionnement en minerai de fer, Hitler ordonna à l'OKW de se lancer dans un plan préliminaire concernant l'invasion de la Norvège dès le 14 décembre 1939. Le plan préliminaire avait pour nom de code Studie Nord et ne faisait appel qu'à une seule division.
Entre le 14 et le 19 janvier 1940, la Kriegsmarine étudia une version étendue de ce plan. Elle mit en avant deux facteurs essentiels de l'assaut à venir. D'abord, que l'effet de surprise serait un facteur très important pour le succès de l'opération, afin de limiter la menace d’une résistance de la part de la Norvège. Le second élément consistait en l'utilisation des navires de guerre allemands les plus rapides plutôt que de simples bateaux de la marine marchande, relativement lents, pour le transport des troupes. Cela permettrait d'occuper tous les objectifs rapidement et simultanément, alors que les navires de transport n'avaient qu'un rayon d'action limité. Ce nouveau plan faisait appel quant à lui à un corps d'armée entier, comprenant une division de montagne, une division aéroportée, une brigade d'infanterie mécanisée et deux divisions d'infanterie. Les objectifs des débarquements de ces forces seraient la capitale norvégienne, Oslo, ainsi que les centres de population attenants, Bergen, Narvik, Tromsø, Trondheim et Stavanger. Ce plan comprenait également la capture rapide des rois du Danemark et de Norvège, dans l'espoir que cela contribuerait à une reddition rapide des deux pays.
Le 21 février 1940, le commandement des opérations fut confié au général von Falkenhorst. Il avait combattu en Finlande durant la Première Guerre mondiale et, de ce fait, était conscient des particularités de la guerre dans le froid polaire. Néanmoins, il n'aurait sous ses ordres que les troupes terrestres, malgré le désir émis par Hitler d'un commandement unifié de toutes les armes.
Le plan d'attaque final fut baptisé du nom de code « opération Weserübung » (« Exercice sur la Weser ») le 27 janvier 1940. L'opération serait menée sous le commandement de la 21e armée et la force d'attaque comprendrait la 3e division d'infanterie de montagne et 5 divisions d'infanterie, dont aucune de ces dernières n'avaient connu leur baptême du feu. La première vague consisterait en trois divisions, les autres devant suivre dans une deuxième vague. Trois compagnies de parachutistes auraient pour mission d'occuper les terrains d'aviation. La décision d'envoyer également la 2e division d'infanterie de montagne ne sera prise que par la suite.
À l'origine, le plan prévoyait d'envahir la Norvège et de prendre le contrôle des terrains d'aviation danois par la voie diplomatique. Toutefois, Hitler fit paraître une nouvelle directive le 1er mars 1940 ordonnant l'invasion pure et simple des deux pays. Cette décision fut inspirée par les demandes répétées de la Luftwaffe relatives à ses besoins de capturer les bases de chasseurs danois et les sites de surveillance aérienne. Le XXIe corps fut constitué pour l'invasion du Danemark, composé de deux divisions d'infanterie et la 11e brigade motorisée. L'opération complète serait sous la garde du Xe corps aérien, composé de quelque 1 000 avions de types variés.

### Faits préliminaires
En février, le destroyer britannique HMS Cossack aborda le navire de transport allemand Altmark dans les eaux territoriales norvégiennes, violant ainsi la neutralité de la Norvège, libérant 300 marins britanniques prisonniers à bord, ce qui constituait également une violation de la neutralité norvégienne de la part des Allemands. L'Altmark aurait dû les relâcher dès qu'il entrait en territoire neutre. Hitler considéra cet incident comme une preuve claire de la volonté britannique de violer la neutralité norvégienne, ce qui le décida encore davantage à mettre son plan à exécution.
Le 12 mars, le Royaume-Uni décidait d'envoyer un corps expéditionnaire en Norvège au moment même où la guerre d'Hiver était en voie d'achèvement. Le corps expéditionnaire commença à embarquer le 13 mars, mais il fut rappelé et les opérations annulées avec la fin de la guerre d'Hiver. Cependant, le Cabinet britannique vota la poursuite des opérations de minage des eaux norvégiennes, ce qui devait être suivi par le débarquement de troupes.
Les premiers vaisseaux allemands appareillèrent en vue de l'invasion le 7 avril 1940, tandis que le 8 avril, un destroyer britannique commençait à mouiller les premières mines dans les eaux norvégiennes. Le 9 avril, l'invasion allemande était en marche.

## Invasion du Danemark

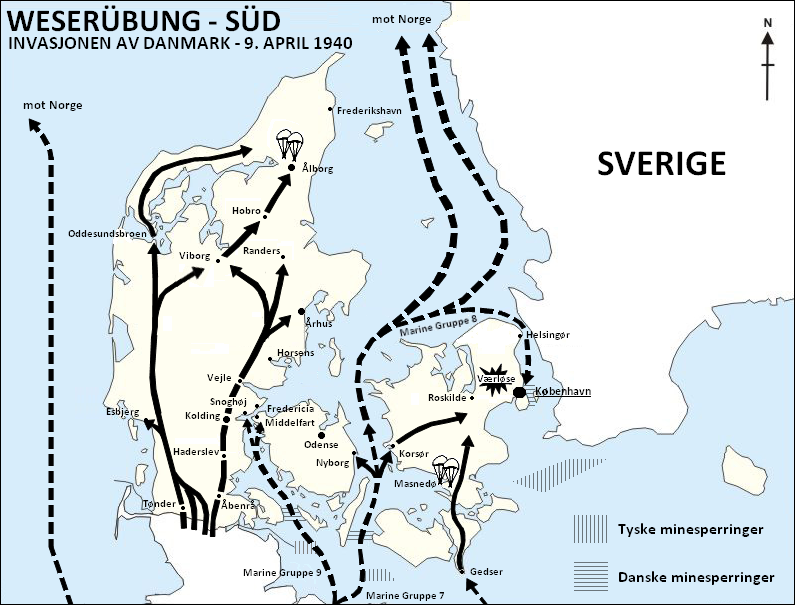
Plan de l'invasion du 9 avril 1940.

Stratégiquement parlant, le Danemark ne revêtait pas une grande importance aux yeux des Allemands, hormis comme base de départ pour leurs opérations ultérieures en Norvège, ainsi qu’évidemment comme pays frontalier de l'Allemagne qui devait être contrôlé d'une manière ou d'une autre. Petit et relativement plat, le pays constituait un terrain idéal pour les opérations militaires allemandes, et la petite armée danoise n'avait que peu d'espoir en cas de résistance armée. Néanmoins, aux petites heures du 9 avril, quelques troupes danoises engagèrent le combat avec les Allemands, ce qui leur occasionna quelques dizaines de victimes.
Après qu'un millier d'hommes avait débarqué dans le port de Copenhague, un détachement de la garde royale engagea le combat avec les assaillants. Juste après les premiers coups de feu, plusieurs formations de bombardiers Heinkel He 111 et Dornier Do 17 survolèrent la ville. Face à la menace explicite de la Luftwaffe de bombarder la population civile, le gouvernement danois capitula en échange de l'assurance qu'il garderait son indépendance politique pour ce qui était des questions de politique intérieure. Cela déboucha sur l'unique occupation relativement clémente de la part des Allemands, du moins jusqu'à l'été 1943. L'arrestation et la déportation des Juifs danois n'y commencèrent que tardivement et seulement une fois que la majorité d'entre eux avaient été avertis de la  menace et avaient pu partir pour trouver asile en Suède). Finalement, moins de 500 Juifs danois furent déportés, et moins de 50 d'entre eux perdirent la vie en camp de concentration, sur une population d'avant-guerre évaluée à 8 000.
Si l'occupation du Danemark pouvait à première vue paraître un objectif secondaire pour le Troisième Reich, le docteur Werner Best, second plénipotentiaire allemand, déclara tout de même : « Le Danemark apporta un soutien économique substantiel à l'Allemagne grâce à son agriculture. Il constituait également un intermédiaire important avec la Suède ».

### Ordre de bataille allemand
L'invasion du Danemark fut confiée aux unités suivantes :
- 170e division d'infanterie sous les ordres du général Walter Wittke (de) ;
- 198e division d'infanterie sous les ordres du général Otto Röttig (de).

## Invasion de la Norvège

### Motivations – ordre de bataille

#### Ordre de bataille allemand

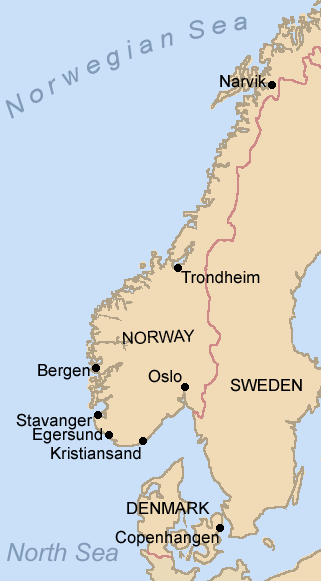
Les sites de débarquement des troupes allemandes pendant la phase initiale de l'.

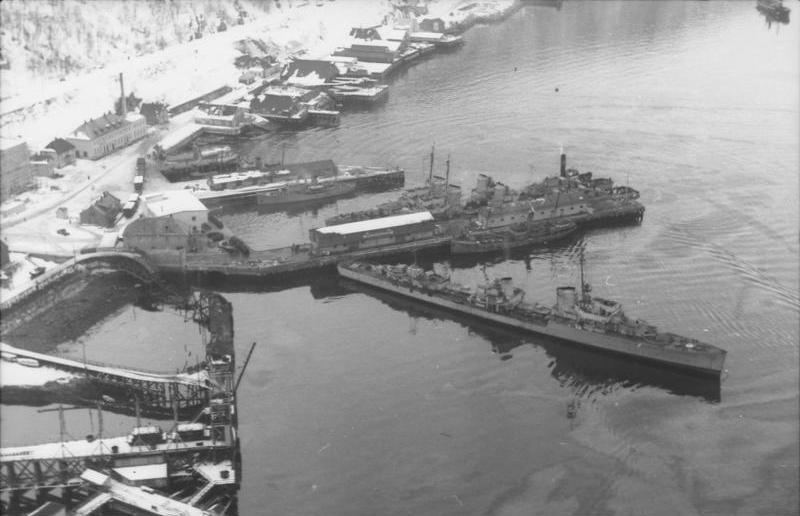
Navires de la Kriegsmarine à Narvik en 1940.

La Norvège était importante pour l'Allemagne pour deux raisons principales. Elle pouvait constituer une importante base pour ses unités navales, y compris ses U-boots, lui permettant ainsi de harceler les convois alliés dans l'Atlantique Nord d'une part, et, d'autre part, de protéger ses cargaisons de minerai de fer en provenance de Suède via le port de Narvik. La longue et sinueuse ligne côtière du nord constituait en outre un terrain parfait pour le lancement d'attaques de U-boots à l'encontre de la marine marchande britannique. L'Allemagne était en effet fortement dépendante des livraisons de minerai suédois et s'inquiétait à juste titre de la menace que les Alliés faisaient peser sur cette voie d'approvisionnement.
L'invasion de la Norvège fut confiée au XXIe corps d'armée du général Nikolaus von Falkenhorst, disposant des unités suivantes :
- 69e division d'infanterie sous les ordres du général Hermann Tittel ;
- 163e division d'infanterie sous les ordres du général Erwin Engelbrecht ;
- 181e division d'infanterie sous les ordres du général Kurt Woytasch ;
- 196e division d'infanterie sous les ordres du général Richard Pellengahr ;
- 214e division d'infanterie sous les ordres du général Max Horn ;
- 138e et 139e régiment de Gebirgsjäger de la 3e division de montagne sous les ordres du général Eduard Dietl.

La force d'invasion initiale fut transportée par différents groupes de navires (Kampfgruppen) de la Kriegsmarine :
1. Les croiseurs de bataille Scharnhorst et Gneisenau en couverture éloignée, accompagnés de dix destroyers transportant 2 000 hommes des troupes de montagne sous le commandement du général Eduard Dietl à destination de Narvik ;
2. Le croiseur lourd Admiral Hipper et quatre destroyers avec à leur bord 1 700 hommes à destination de Trondheim ;
3. Les croiseurs légers Köln et Königsberg, le navire d'exercice pour l'artillerie Bremse, le transport de troupes Karl Peters, deux torpilleurs et cinq vedettes lance-torpilles, transportant 1 900 hommes de troupe pour Bergen ;
4. Le croiseur léger Karlsruhe, trois torpilleurs, sept vedettes lance-torpilles avec 1 100 hommes à destination de Kristiansand ;
5. Le croiseur lourd Blücher, le croiseur lourd (précédemment cuirassé de poche) Lützow, le croiseur léger Emden, trois torpilleurs et huit dragueurs de mines transportant 2 000 hommes pour Oslo ;
6. Quatre dragueurs de mines avec 150 hommes pour Egersund.

#### Ordre de bataille allié

##### Armée norvégienne
- 1re division d'infanterie basée à Halden se réfugie en Suède ;
- 2e division d'infanterie dans la région d'Oslo ;
- 3e division d'infanterie dans la région de Kristiansand ;
- 4e division d'infanterie dans la région de Bergen ;
- 5e division d'infanterie dans la région de Trondhjem ;
- 6e division d'infanterie dans la région de Narvik.

##### Armée britannique
- 24e brigade d'infanterie de la Garde (Royaume-Uni), dans la région de Narvik.

##### Armée française
- 1re division légère de chasseurs, 13e demi-brigade de Légion étrangère, Brigade autonome de chasseurs de Podhale dans la région de Narvik.
- Les forces navales françaises sont constituées par la « force Z », du contre-amiral Edmond Derrien.

##### Armée polonaise
- Dans la région de Narvik.

### Brève chronologie

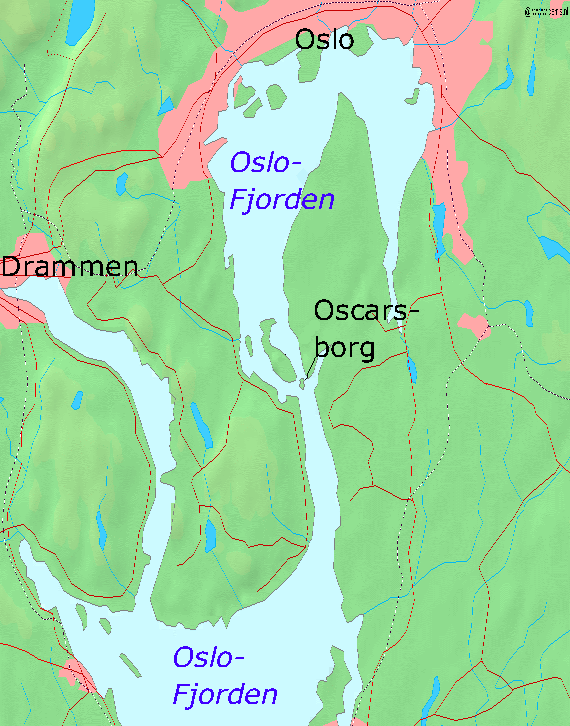
Carte du fjord d'Oslo indiquant la position d'Oscarsborg.

- 8 avril 1940 : opération Wilfred, consistant au mouillage de mines interdisant aux minéraliers allemands chargés à Narvik d'utiliser les eaux territoriales norvégiennes.
- En fin d'après-midi du 8 avril 1940, le Kampfgruppe 5 est repéré par le navire de garde-côtes norvégien Pol III. Pol III est mis hors de combat. Son capitaine, tué dans l'opération, constitue la première victime norvégienne de la guerre.
- Ironiquement ou presque, le croiseur lourd allemand Blücher est coulé dans le fjord d'Oslo le 9 avril par des canons allemands de la marque Krupp de 280 mm, vieux de 48 ans (dénommés Moses et Aron), installés dans la forteresse d'Oscarsborg en mai 1893, et par des torpilles tout aussi anciennes :
- Les vaisseaux allemands remontent le fjord menant à Oslo, atteignant le resserrement de Drøbak (Drøbaksundet). Tôt le matin du 9 avril, les canonniers de la forteresse d'Oscarsborg tirent sur le bateau de tête, le Blücher, qui avait été pris dans le feu des projecteurs vers 5 h 15. En deux heures, le vaisseau, incapable de manœuvrer du fait de l'étroitesse du fjord, est coulé avec 600 à 1 000 hommes. La menace désormais avérée que constitue la forteresse retarde suffisamment longtemps la flotte d'invasion pour permettre de prendre des mesures d'urgence, qui se traduiront par la fuite relatée plus bas.
- Les parachutistes allemands atterrissent près des aéroports d'Oslo Fornebu, de Kristiansand Kjevik et de Stavanger Sola, ce qui constitue la première attaque de parachutistes de l'Histoire. L'un des pilotes de la Luftwaffe à Kjevik était Reinhard Heydrich, le futur bourreau de la Tchécoslovaquie.
- Du fait du naufrage du Blücher dans les resserrements du fjord d'Oslo, la famille royale ainsi que le Parlement (y compris le gouvernement) échappent aux forces d'invasion allemandes. Le roi Haakon refuse de déposer les armes ; il s'ensuit la bataille de Midtskogen, protégeant la fuite du roi ; bombardements d'Elverum et de Nybergsund (en). La famille royale, les membres du Parlement et le trésor national fuient vers le nord afin d'échapper aux Allemands.
- Les villes de Bergen, Stavanger, Egersund, Kristiansand S, Arendal, Horten, Trondheim et Narvik sont attaquées et occupées dans un délai de 24 heures.
- Baroud d'honneur héroïque, mais absolument inefficace, des frégates de garde-côtes norvégiens Norge et Eidsvold à Narvik. Les deux bateaux sont torpillés et envoyés par le fond avec de nombreux hommes d'équipage.
- Première et seconde batailles navales de Narvik opposant la Royal Navy à la Kriegsmarine.
- Quisling annonce son coup d'État à la radio. Son gouvernement restera non reconnu par le Parlement et par le roi. Cela justifie pleinement le rattachement au côté allié de la Norvège durant la Seconde Guerre mondiale. L'hostilité de la population norvégienne conduira Hitler à renvoyer Quisling une semaine plus tard.
- Les Allemands capturent Narvik et y font débarquer les 2 000 hommes des troupes d'infanterie de montagne, mais une contre-attaque navale britannique menée pendant plusieurs jours par le vieux cuirassé HMS Warspite accompagné d'une flottille de destroyers permit de couler dix destroyers allemands après qu'ils eurent été à court de munitions et de carburant.
- Bombardements dévastateurs des villes d'Åndalsnes, Molde, Kristiansund N, Steinkjer, Namsos, Bodø, Narvik ; ces bombardements avaient soit un but stratégique, soit un but psychologique (semer la terreur parmi les populations civiles).
- Campagne principale des Allemands au nord d'Oslo, menée avec du matériel dernier cri ; face à eux, les soldats norvégiens, équipés d'un armement datant du tournant du siècle, aux côtés de troupes britanniques et françaises, arrêtent momentanément leur avance à Namsos en avril 1940 avant de se rendre. Ces faits constituent les « premiers combats terrestres opposant l'armée de terre britannique et la Wehrmacht durant la Seconde Guerre mondiale ».
- Combats terrestres à Narvik : les Norvégiens et les troupes alliées (Français, Polonais) sous le commandement du général Carl Gustav Fleischer accomplissent la « première opération tactique victorieuse contre la Wehrmacht durant la Seconde Guerre mondiale » mais les Alliés opèrent une retraite malencontreuse (cf. infra) ; combats à Gratangen.
- Le « dernier bastion » : la forteresse d'Hegra (Hegra festning, ou fort Ingstadkleiven) soutient le siège imposé par les Allemands jusqu'au 5 mai. Ce fait est d'une grande importance pour les besoins de la propagande alliée, tout comme les opérations de Narvik.
- Le roi Haakon, le prince héritier Olav et le Parlement appareillent de Tromsø le 7 juin (à bord du croiseur britannique HMS Devonshire) à destination du Royaume-Uni afin de représenter la Norvège en exil (le roi rentrera à Oslo cinq ans après, à la même date) ; la princesse royale Märtha et ses enfants, s'étant vus refuser l'asile par leur Suède natale, quitteront plus tard Petsamo en Finlande afin de vivre leur exil aux États-Unis.
- La Norvège capitule (bien que les forces armées norvégiennes continuèrent à combattre les Allemands jusqu'à leur capitulation en Norvège le 8 avril 1945) le 10 juin 1940, deux mois après le Wesertag.

Dans le grand Nord, les troupes norvégiennes, françaises et polonaises, soutenues par la Royal Navy et la RAF, poursuivirent le combat contre les Allemands pour le contrôle de Narvik (seul port norvégien d'importance permettant les envois de minerai de fer suédois durant toute l'année, le port suédois de Luleå étant bloqué par les glaces pendant les mois d'hiver). Les Allemands furent repoussés hors de la ville le 28 mai, mais du fait de la dégradation de la situation dans le reste du continent européen, les troupes alliées furent rembarquées durant l'opération Alphabet et les Allemands reprirent le contrôle de la ville le 9 juin, alors également vide d'habitants à la suite des bombardements massifs effectués par la Luftwaffe.

## Encerclement de la Suède et de la Finlande

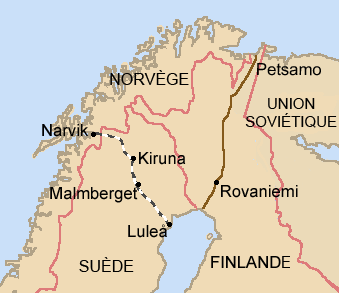
Le minerai de fer était extrait à Kiruna et à Malmberget et acheminé par le rail aux ports de Luleå et de Narvik.
(Frontières de 1920-1940.)

L'opération Weserübung n'impliquait pas d'assaut militarisé à l'encontre de la Suède (pratiquement neutre) puisqu'il n'y en avait pas besoin. En contrôlant la Norvège, le détroit du Danemark et la plus grande partie du littoral de la mer Baltique, le Troisième Reich encerclait la Suède par le nord, le sud et l'ouest. À l'est, l'Union soviétique, héritière de l'ennemi héréditaire russe de la Suède et de la Finlande,  était à cette époque en bons termes avec Hitler depuis le pacte germano-soviétique. Concernant la Finlande, seul un petit nombre de Finlandais prirent part à la lutte contre les Allemands au sein d'unités d'ambulance. Enfin, le commerce maritime de la Suède et de la Finlande était totalement sous le contrôle de la Kriegsmarine.
De ce fait, l'Allemagne fit pression sur la Suède afin qu'elle lui permît de faire transiter par son territoire du matériel militaire et des permissionnaires. Le 18 juin 1940, les deux parties parvinrent à un accord. Les soldats devaient circuler non armés, et leurs déplacements ne devaient pas contribuer à un mouvement d'unité. Au total, 2,14 millions de soldats allemands et plus de 100 000 convois militaires allemands traversèrent la Suède jusqu'à l'arrêt officiel de ces voyages le 20 août 1943.
En août 1940, la Finlande accepta de garantir l'accès de la Wehrmacht à son territoire. Initialement destinés au transit de troupes et de matériel militaire vers l'extrême nord de la Norvège, ces convois eurent bientôt pour but des bases allemandes mineures installées le long de la voie de transit, qui pourraient bientôt grossir en vue de la préparation de l'opération Barbarossa.